# Via-nova-chor München

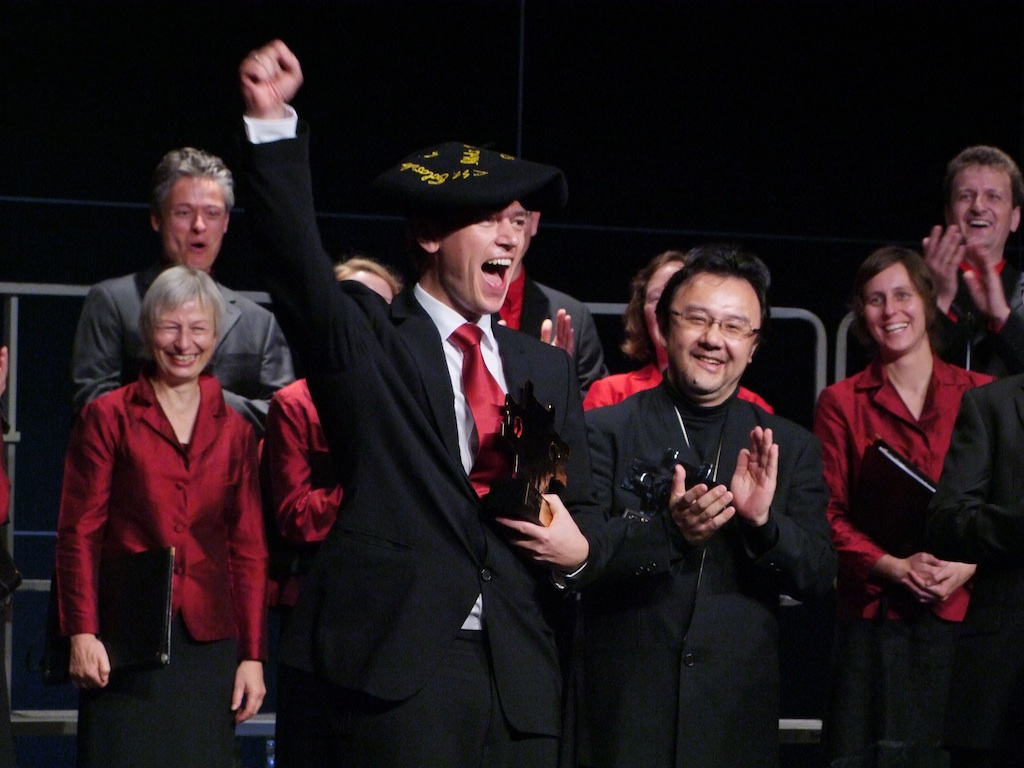
Siegerfoto Tolosa 2009

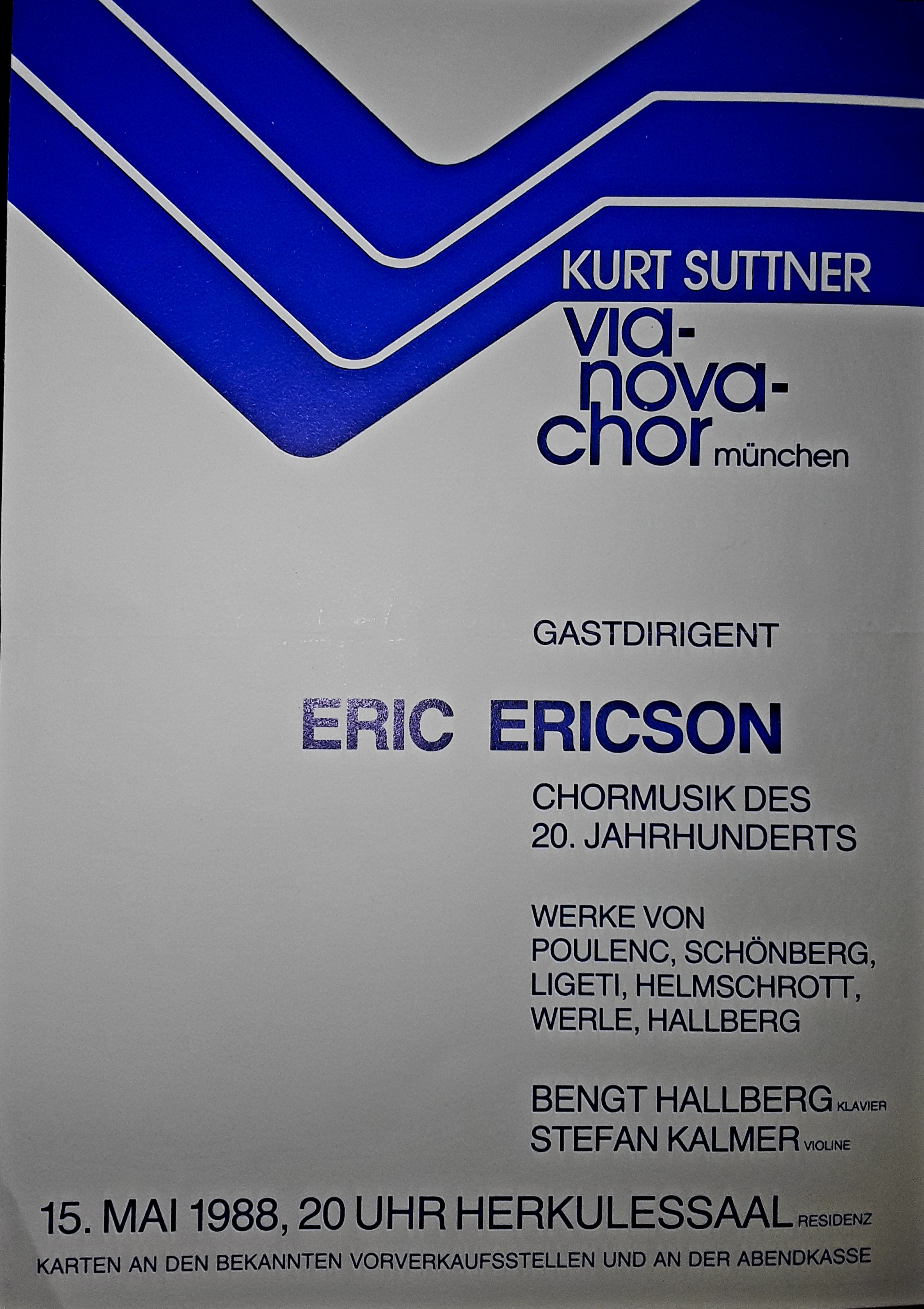
Plakat Konzert 15. Mai 1988

Der via-nova-chor ist ein gemischter Chor in München. Er wurde 1972 von Kurt Suttner gegründet, der den Chor bis 2008 leitete. Bis 2016 war Florian Helgath künstlerischer Leiter, im April 2017 wurde Kerstin Behnke zu seiner Nachfolgerin gewählt. Der Chor setzt sich aus etwa 45 Laien- und Berufsmusikern zusammen und ist Mitglied im Bayerischen Sängerbund sowie in der International Federation for Choral Music.
Er bietet Komponisten ein Forum zur Aufführung neuer Chorwerke, was die Zahl von über 70 Uraufführungen unter anderem von Werken von Günter Bialas, Karl Amadeus Hartmann, Peter Michael Hamel, Moritz Eggert, Peter Wittrich, Robert Maximilian Helmschrott, Max Beckschäfer, Wilfried Hiller und Wolfram Buchenberg beweist.
Reisen führten den Chor nach Taipei zum Taipei International Choral Festival 2000, Jeonju zum Sori-Festival 2002, Graz zum Musikfest Psalm 2003, Oslo zum Konzert anlässlich des 90. Geburtstags von Knut Nystedt in 2005, Cuneo zum Festival Incontri Corali 2006. 2002, 2012 und 2018 war der Chor bei Musica Sacra International in Marktoberdorf zu Gast, 2015 eröffnete er den 14. Internationalen Kammerchor-Wettbewerb Marktoberdorf.
Erste Preise gewann der via-nova-chor München bei internationalen Chor-Wettbewerben in Den Haag (1977), Cork (1985/87), Budapest (1991) und Tolosa (2009). Im Frühjahr 2011 war er Finalist beim Grand Prix des internationalen Chorwettbewerbs im slowenischen Maribor. National erhielt der via-nova-chor München erste Preise beim Bayerischen Chorwettbewerb 2009 und 2017 und beim Deutschen Chorwettbewerb 2010 sowie jeweils den Sonderpreis für zeitgenössische Chormusik beim Deutschen Chorwettbewerb 1994 und 2010. Beim Deutschen Chorwettbewerb 2018 gewann der Chor erneut einen ersten Preis.
Die Zusammenarbeit mit Eric Ericson vermittelte dem Chor grundlegende Einsichten in die Interpretation zeitgenössischer Chorwerke. Als Gastdirigenten waren Gary Graden (2004), Manfred Schreier (2006), Peter Dijkstra (2009) und Max Frey (2010) tätig. Gelegentlich arbeitet der Chor auch mit Orchestern wie dem Münchner Rundfunkorchester zusammen.
Neben regelmäßigen Rundfunkmitschnitten existieren CD-Aufnahmen des Chores, unter anderem das 2012 bei Spektral Records erschienene Album „VIA NOVA CHOR – Contemporary Choral Music“, und zuletzt die CD „BUJI-JA-BIJ-JU. Uraufführungen 2009-2016“, die im Februar 2018 ebenfalls bei Spektral veröffentlicht wurde.

## Diskografie
- BUJI-JA - BIJ-JU. Uraufführungen 2009-2016. Werke von Wolfram Buchenberg, Alessandro Cadario, Gerardo Gerulewicz, Michael Ostrzyga, Sean Michael Salamon, Hans Schanderl, Charlotte Seither, Bernhard Weidner, Bernhard Zink. 2018
- VIA NOVA CHOR. Werke von Alfred Schnittke, Sven-David Sandström, Thomas Jennefelt, Ola Gjeilo, Heinz Holliger, Nikolaus Brass, Vaclovas Augustinas, Maurice Ravel u. a. 2011
- via-nova-chor - live. Konzertmitschnitte 1995–2007. Werke von Arnold Schönberg, Wolfram Buchenberg, Claude Debussy (Clytus Gottwald), Francis Poulenc, Benjamin Britten, Frank Martin und Arvo Pärt. 2007
- Chormusik vom Ende des 20. Jahrhunderts. Werke von John Van Buren, Hans Schanderl, Knut Nystedt, Peter Michael Hamel, Wilfried Hiller.
- Harald Genzmer: Einladung zu einer Reise in Tönen
- Robert M. Helmschrott: Deutung des Daseins
- Abschiedskonzert Kurt Suttner. DVD
- Kontraste I. Werke von Jószef Karai, Veljo Tormis, Werner Egk, Peter Michael Hamel, Günter Bialas, Robert M. Helmschrott
- Günter Bialas: Im Anfang